# Новознаменка (Луганская область)
Новознаменка (укр. Новознам'янка) — село, относится к Троицкому району Луганской области Украины.
Население по переписи 2001 года составляло 376 человек. Почтовый индекс — 92131. Телефонный код — 6456. Занимает площадь 21,1 км². Код КОАТУУ — 4425483201.

## Местный совет
92131, Луганська обл., Троїцький р-н, с. Новознам`янка, вул. Шкільна, 13  (укр.)